# 17933 Харагучі
17933 Харагучі (17933 Haraguchi) — астероїд головного поясу, відкритий 12 квітня 1999 року.
Тіссеранів параметр щодо Юпітера — 3,621.